# 文溪堂
株式会社文溪堂（ぶんけいどう、英: BUNKEIDO Co., LTD.）は、岐阜県羽島市と東京都文京区に本社を置く教育関係を中心に扱う出版社。児童図書の出版を行う日本の出版社。
戦前から小学校向けの副教材・副読本、ドリル、テストの編集・発行を業務主体としている。名古屋証券取引所メイン市場単独上場銘柄である。

## 沿革
- 1900年（明治33年）8月10日 - 個人経営として文溪堂を創業[1][2]。
- 1953年（昭和28年）12月25日 - 岐阜県岐阜市に株式会社文溪堂設立[1][2]。
- 1985年（昭和60年）11月 - 本社を岐阜県羽島市に移転[2]。
- 1988年（昭和63年）
  - 9月1日 - 名古屋証券取引所2部上場[2]。
  - 10月 - 東京本社を設置し二本社制に移行[2]。
- 1989年（平成元年）1月 - 株式会社創造工芸新社（現・株式会社ロビン企画）を設立[2]。
- 1991年（平成3年）
  - 5月 - 株式会社学宝社を買収[2]。
  - 6月 - 株式会社ぶんけい出版を設立[2]。同月、ミステリー、時代小説、官能小説などのエンターティンメント小説の版元の株式会社青樹社を買収[2]、事業を拡張し、青樹社文庫などを刊行。
- 2004年（平成16年）3月 - 株式会社青樹社を清算[2]。
- 2007年（平成19年）3月 - 株式会社ぶんけい出版を清算[2]。

## 事業所
- 岐阜本社（岐阜県羽島市）[1]
- 東京本社（東京都文京区）[1]
- 大阪支社（大阪府東大阪市）[1]
- ぶんけいソフトピアセンター（岐阜県大垣市）[1]